# Orliniec (Ermland-Mazurië)
Orliniec (Duits: Adlersfelde) is een plaats in het Poolse woiwodschap Ermland-Mazurië, in het district Gołdapski. De plaats maakt deel uit van de gemeente Dubeninki.